# Copa Libertadores 1981
La Copa Libertadores 1981 fue la vigésima segunda edición del torneo de clubes más importante de América del Sur, organizado por la Confederación Sudamericana de Fútbol, en la que participaron equipos de diez países sudamericanos: Argentina, Bolivia, Brasil, Chile, Colombia, Ecuador, Paraguay, Perú, Uruguay y Venezuela.
Flamengo de Brasil obtuvo su primer título en su primera participación en la competición, algo que no sucedía con un equipo debutante desde la consagración de Estudiantes en la edición de 1968. Como campeón, el club brasileño jugó la Copa Intercontinental 1981 ante Liverpool de Inglaterra, y se clasificó a la segunda fase de la Copa Libertadores 1982.

## Formato
La competición se disputó bajo el mismo formato que se utilizó ininterrumpidamente desde la edición de 1974. El campeón vigente accedió de manera directa a la segunda fase, mientras que los 20 equipos restantes disputaron la primera. En ella, los clubes fueron divididos en cinco grupos de 4 equipos cada uno de acuerdo a sus países de origen, de manera que los dos representantes de una misma asociación nacional debían caer en la misma zona. El ganador de cada uno de los cinco grupos clasificó a la segunda fase, uniéndose al campeón vigente, estableciéndose dos zonas de 3 equipos. El primer posicionado en cada una de ellas accedió a la final, que se llevó a cabo en encuentros de ida y vuelta, disputándose un partido de desempate en caso de ser necesario.
|                           |                           | Equipos que entran en esta fase                                                                          | Equipos que provienen de la fase anterior |
| ------------------------- | ------------------------- | --- | ----------------------------------------- |
| Primera fase (20 equipos) | Primera fase (20 equipos) | - 2 equipos de Argentina, Bolivia, Brasil, Chile, Colombia, Ecuador, Paraguay, Perú, Uruguay y Venezuela |                                           |
| Segunda fase (6 equipos)  | Segunda fase (6 equipos)  | - 1 equipo, campeón de la Copa Libertadores 1980                                                         | - 5 equipos primeros de la Primera fase   |
| Final (2 equipos)         | Final (2 equipos)         | | - 2 equipos primeros de la Segunda fase   |

## Equipos participantes
En cursiva los equipos debutantes en el torneo.
| País                              | Equipo                           | Vía de clasificación |
| --------------------------------- | -------------------------------- | --- |
| Argentina 2 cupos                 | River Plate Rosario Central      | Campeón del Campeonato de Primera División 1980 Campeón del Campeonato Nacional 1980                                                                             |
| Bolivia 2 cupos                   | Jorge Wilstermann The Strongest  | Campeón del Campeonato de Primera División 1980 Subcampeón del Campeonato de Primera División 1980                                                               |
| Brasil 2 cupos                    | Flamengo Atlético Mineiro        | Campeón del Campeonato Brasileño de 1980 Subcampeón del Campeonato Brasileño de 1980                                                                             |
| Chile 2 cupos                     | Cobreloa Universidad de Chile    | Campeón del Campeonato de Primera División 1980 Ganador de la Liguilla Pre-Libertadores 1980                                                                     |
| Colombia 2 cupos                  | Junior Deportivo Cali            | Campeón del Campeonato Colombiano 1980 Subcampeón del Campeonato Colombiano 1980                                                                                 |
| Ecuador 2 cupos                   | Barcelona Técnico Universitario  | Campeón del Campeonato Ecuatoriano de 1980 Subcampeón del Campeonato Ecuatoriano de 1980                                                                         |
| Paraguay 2 cupos                  | Olimpia Cerro Porteño            | Campeón del Campeonato Paraguayo de 1980 Subcampeón del Campeonato Paraguayo de 1980                                                                             |
| Perú 2 cupos                      | Sporting Cristal Atlético Torino | Campeón del Campeonato Descentralizado 1980 Subcampeón del Campeonato Descentralizado 1980                                                                       |
| Uruguay 2 cupos + campeón vigente | Nacional Peñarol Bella Vista     | Campeón de la Copa Libertadores 1980 1.º puesto de la Liguilla Pre-Libertadores de América de 1980 2.º puesto de la Liguilla Pre-Libertadores de América de 1980 |
| Venezuela 2 cupos                 | Estudiantes de Mérida Portuguesa | Campeón de la Primera División de Venezuela 1980 Subcampeón de la Primera División Venezolana 1980                                                               |

### Distribución geográfica de los equipos
Distribución geográfica de las sedes de los equipos participantes:

## Primera fase

### Grupo 1
| Equipo          | Pts. | PJ | PG | PE | PP | GF | GC | DG  |
| --------------- | ---- | -- | -- | -- | -- | -- | -- | --- |
| Deportivo Cali  | 8    | 6  | 4  | 0  | 2  | 10 | 6  | 4   |
| River Plate     | 7    | 6  | 3  | 1  | 2  | 9  | 6  | 3   |
| Rosario Central | 6    | 6  | 3  | 0  | 3  | 11 | 7  | 4   |
| Junior          | 3    | 6  | 1  | 1  | 4  | 3  | 14 | –11 |

| \| Fecha \| Lugar \| Local \| Resultado \| Visitante \| \| ----------- \| ------------ \| --------------- \| --------- \| --------------- \| \| 18 de marzo \| Rosario \| Rosario Central \| 0:1 \| River Plate \| \| 25 de marzo \| Barranquilla \| Junior \| 1:0 \| Deportivo Cali \| \| 31 de marzo \| Barranquilla \| Junior \| 0:0 \| River Plate \| \| 31 de marzo \| Cali \| Deportivo Cali \| 1:0 \| Rosario Central \| \| 3 de abril \| Barranquilla \| Junior \| 1:2 \| Rosario Central \| \| 3 de abril \| Cali \| Deportivo Cali \| 2:1 \| River Plate \| \| 9 de abril \| Cali \| Deportivo Cali \| 4:1 \| Junior \| \| 22 de abril \| Buenos Aires \| River Plate \| 1:2 \| Deportivo Cali \| \| 22 de abril \| Rosario \| Rosario Central \| 5:0 \| Junior \| \| 24 de abril \| Buenos Aires \| River Plate \| 3:0 \| Junior \| \| 24 de abril \| Rosario \| Rosario Central \| 2:1 \| Deportivo Cali \| \| 19 de mayo \| Buenos Aires \| River Plate \| 3:2 \| Rosario Central \| |              |                 |           |                 |
| Fecha | Lugar        | Local           | Resultado | Visitante       |
| 18 de marzo | Rosario      | Rosario Central | 0:1       | River Plate     |
| 25 de marzo | Barranquilla | Junior          | 1:0       | Deportivo Cali  |
| 31 de marzo | Barranquilla | Junior          | 0:0       | River Plate     |
| 31 de marzo | Cali         | Deportivo Cali  | 1:0       | Rosario Central |
| 3 de abril | Barranquilla | Junior          | 1:2       | Rosario Central |
| 3 de abril | Cali         | Deportivo Cali  | 2:1       | River Plate     |
| 9 de abril | Cali         | Deportivo Cali  | 4:1       | Junior          |
| 22 de abril | Buenos Aires | River Plate     | 1:2       | Deportivo Cali  |
| 22 de abril | Rosario      | Rosario Central | 5:0       | Junior          |
| 24 de abril | Buenos Aires | River Plate     | 3:0       | Junior          |
| 24 de abril | Rosario      | Rosario Central | 2:1       | Deportivo Cali  |
| 19 de mayo | Buenos Aires | River Plate     | 3:2       | Rosario Central |

### Grupo 2
| Equipo                | Pts. | PJ | PG | PE | PP | GF | GC | DG  |
| --------------------- | ---- | -- | -- | -- | -- | -- | -- | --- |
| Peñarol               | 11   | 6  | 5  | 1  | 0  | 13 | 3  | 10  |
| Bella Vista           | 9    | 6  | 4  | 1  | 1  | 16 | 5  | 11  |
| Estudiantes de Mérida | 2    | 6  | 0  | 2  | 4  | 5  | 14 | –9  |
| Portuguesa            | 2    | 6  | 0  | 2  | 4  | 1  | 13 | –12 |

| \| Fecha \| Lugar \| Local \| Resultado \| Visitante \| \| ----------- \| ---------- \| --------------------- \| --------- \| --------------------- \| \| 25 de marzo \| Montevideo \| Peñarol \| 3:1 \| Bella Vista \| \| 5 de abril \| Mérida \| Estudiantes de Mérida \| 1:1 \| Portuguesa \| \| 22 de abril \| Acarigua \| Portuguesa \| 0:1 \| Peñarol \| \| 22 de abril \| Mérida \| Estudiantes de Mérida \| 1:4 \| Bella Vista \| \| 26 de abril \| Acarigua \| Portuguesa \| 0:4 \| Bella Vista \| \| 26 de abril \| Mérida \| Estudiantes de Mérida \| 0:2 \| Peñarol \| \| 3 de mayo \| Acarigua \| Portuguesa \| 0:0 \| Estudiantes de Mérida \| \| 6 de mayo \| Montevideo \| Bella Vista \| 0:0 \| Peñarol \| \| 13 de mayo \| Montevideo \| Peñarol \| 3:0 \| Portuguesa \| \| 13 de mayo \| Montevideo \| Bella Vista \| 3:1 \| Estudiantes de Mérida \| \| 17 de mayo \| Montevideo \| Bella Vista \| 4:0 \| Portuguesa \| \| 18 de mayo \| Montevideo \| Peñarol \| 4:2 \| Estudiantes de Mérida \| |            |                       |           |                       |
| Fecha | Lugar      | Local                 | Resultado | Visitante             |
| 25 de marzo | Montevideo | Peñarol               | 3:1       | Bella Vista           |
| 5 de abril | Mérida     | Estudiantes de Mérida | 1:1       | Portuguesa            |
| 22 de abril | Acarigua   | Portuguesa            | 0:1       | Peñarol               |
| 22 de abril | Mérida     | Estudiantes de Mérida | 1:4       | Bella Vista           |
| 26 de abril | Acarigua   | Portuguesa            | 0:4       | Bella Vista           |
| 26 de abril | Mérida     | Estudiantes de Mérida | 0:2       | Peñarol               |
| 3 de mayo | Acarigua   | Portuguesa            | 0:0       | Estudiantes de Mérida |
| 6 de mayo | Montevideo | Bella Vista           | 0:0       | Peñarol               |
| 13 de mayo | Montevideo | Peñarol               | 3:0       | Portuguesa            |
| 13 de mayo | Montevideo | Bella Vista           | 3:1       | Estudiantes de Mérida |
| 17 de mayo | Montevideo | Bella Vista           | 4:0       | Portuguesa            |
| 18 de mayo | Montevideo | Peñarol               | 4:2       | Estudiantes de Mérida |

### Grupo 3
| Equipo           | Pts. | PJ | PG | PE | PP | GF | GC | DG |
| ---------------- | ---- | -- | -- | -- | -- | -- | -- | -- |
| Flamengo         | 8    | 6  | 2  | 4  | 0  | 14 | 9  | 5  |
| Atlético Mineiro | 8    | 6  | 2  | 4  | 0  | 8  | 6  | 2  |
| Cerro Porteño    | 4    | 6  | 1  | 2  | 3  | 9  | 12 | –3 |
| Olimpia          | 4    | 6  | 0  | 4  | 2  | 1  | 5  | –4 |

| \| Fecha \| Lugar \| Local \| Resultado \| Visitante \| \| ------------ \| -------------- \| ---------------- \| --------- \| ---------------- \| \| 3 de julio \| Belo Horizonte \| Atlético Mineiro \| 2:2 \| Flamengo \| \| 7 de julio \| Asunción \| Cerro Porteño \| 0:0 \| Olimpia \| \| 14 de julio \| Río de Janeiro \| Flamengo \| 5:2 \| Cerro Porteño \| \| 17 de julio \| Asunción \| Olimpia \| 0:0 \| Atlético Mineiro \| \| 21 de julio \| Asunción \| Cerro Porteño \| 0:1 \| Atlético Mineiro \| \| 24 de julio \| Río de Janeiro \| Flamengo \| 1:1 \| Olimpia \| \| 28 de julio \| Belo Horizonte \| Atlético Mineiro \| 1:0 \| Olimpia \| \| 31 de julio \| Belo Horizonte \| Atlético Mineiro \| 2:2 \| Cerro Porteño \| \| 7 de agosto \| Río de Janeiro \| Flamengo \| 2:2 \| Atlético Mineiro \| \| 8 de agosto \| Asunción \| Olimpia \| 0:3 \| Cerro Porteño \| \| 11 de agosto \| Asunción \| Cerro Porteño \| 2:4 \| Flamengo \| \| 14 de agosto \| Asunción \| Olimpia \| 0:0 \| Flamengo \| |                |                  |           |                  |
| Fecha | Lugar          | Local            | Resultado | Visitante        |
| 3 de julio | Belo Horizonte | Atlético Mineiro | 2:2       | Flamengo         |
| 7 de julio | Asunción       | Cerro Porteño    | 0:0       | Olimpia          |
| 14 de julio | Río de Janeiro | Flamengo         | 5:2       | Cerro Porteño    |
| 17 de julio | Asunción       | Olimpia          | 0:0       | Atlético Mineiro |
| 21 de julio | Asunción       | Cerro Porteño    | 0:1       | Atlético Mineiro |
| 24 de julio | Río de Janeiro | Flamengo         | 1:1       | Olimpia          |
| 28 de julio | Belo Horizonte | Atlético Mineiro | 1:0       | Olimpia          |
| 31 de julio | Belo Horizonte | Atlético Mineiro | 2:2       | Cerro Porteño    |
| 7 de agosto | Río de Janeiro | Flamengo         | 2:2       | Atlético Mineiro |
| 8 de agosto | Asunción       | Olimpia          | 0:3       | Cerro Porteño    |
| 11 de agosto | Asunción       | Cerro Porteño    | 2:4       | Flamengo         |
| 14 de agosto | Asunción       | Olimpia          | 0:0       | Flamengo         |

Partido desempate
| Fecha        | Lugar   |          | Resultado |                  |
| ------------ | ------- | -------- | --------- | ---------------- |
| 21 de agosto | Goiânia | Flamengo | 0:0       | Atlético Mineiro |

### Grupo 4
| Equipo                | Pts. | PJ | PG | PE | PP | GF | GC | DG |
| --------------------- | ---- | -- | -- | -- | -- | -- | -- | -- |
| Jorge Wilstermann     | 8    | 6  | 4  | 0  | 2  | 9  | 9  | 0  |
| The Strongest         | 8    | 6  | 4  | 0  | 2  | 13 | 9  | 4  |
| Barcelona             | 6    | 6  | 3  | 0  | 3  | 8  | 8  | 0  |
| Técnico Universitario | 2    | 6  | 1  | 0  | 5  | 11 | 15 | –4 |

| \| Fecha \| Lugar \| Local \| Resultado \| Visitante \| \| ----------- \| ---------- \| --------------------- \| --------- \| --------------------- \| \| 29 de marzo \| Cochabamba \| Jorge Wilstermann \| 3:2 \| The Strongest \| \| 29 de marzo \| Guayaquil \| Barcelona \| 2:1 \| Técnico Universitario \| \| 4 de abril \| Ambato \| Técnico Universitario \| 1:2 \| Jorge Wilstermann \| \| 5 de abril \| Guayaquil \| Barcelona \| 2:1 \| The Strongest \| \| 8 de abril \| Ambato \| Técnico Universitario \| 2:3 \| The Strongest \| \| 8 de abril \| Guayaquil \| Barcelona \| 3:0 \| Jorge Wilstermann \| \| 12 de abril \| Cochabamba \| Jorge Wilstermann \| 3:1 \| Técnico Universitario \| \| 12 de abril \| La Paz \| The Strongest \| 1:0 \| Barcelona \| \| 19 de abril \| Cochabamba \| Jorge Wilstermann \| 1:0 \| Barcelona \| \| 19 de abril \| La Paz \| The Strongest \| 4:2 \| Técnico Universitario \| \| 26 de abril \| La Paz \| The Strongest \| 2:0 \| Jorge Wilstermann \| \| 26 de abril \| Ambato \| Técnico Universitario \| 4:1 \| Barcelona \| |            |                       |           |                       |
| Fecha | Lugar      | Local                 | Resultado | Visitante             |
| 29 de marzo | Cochabamba | Jorge Wilstermann     | 3:2       | The Strongest         |
| 29 de marzo | Guayaquil  | Barcelona             | 2:1       | Técnico Universitario |
| 4 de abril | Ambato     | Técnico Universitario | 1:2       | Jorge Wilstermann     |
| 5 de abril | Guayaquil  | Barcelona             | 2:1       | The Strongest         |
| 8 de abril | Ambato     | Técnico Universitario | 2:3       | The Strongest         |
| 8 de abril | Guayaquil  | Barcelona             | 3:0       | Jorge Wilstermann     |
| 12 de abril | Cochabamba | Jorge Wilstermann     | 3:1       | Técnico Universitario |
| 12 de abril | La Paz     | The Strongest         | 1:0       | Barcelona             |
| 19 de abril | Cochabamba | Jorge Wilstermann     | 1:0       | Barcelona             |
| 19 de abril | La Paz     | The Strongest         | 4:2       | Técnico Universitario |
| 26 de abril | La Paz     | The Strongest         | 2:0       | Jorge Wilstermann     |
| 26 de abril | Ambato     | Técnico Universitario | 4:1       | Barcelona             |

Partido desempate
| Fecha     | Lugar                   |                   | Resultado |               |
| --------- | ----------------------- | ----------------- | --------- | ------------- |
| 8 de mayo | Santa Cruz de la Sierra | Jorge Wilstermann | 4:1       | The Strongest |

### Grupo 5
| Equipo               | Pts. | PJ | PG | PE | PP | GF | GC | DG  |
| -------------------- | ---- | -- | -- | -- | -- | -- | -- | --- |
| Cobreloa             | 9    | 6  | 3  | 3  | 0  | 14 | 3  | 11  |
| Sporting Cristal     | 8    | 6  | 3  | 2  | 1  | 9  | 11 | –2  |
| Universidad de Chile | 6    | 6  | 2  | 2  | 2  | 8  | 6  | 2   |
| Atlético Torino      | 1    | 6  | 0  | 1  | 5  | 5  | 16 | –11 |

| \| Fecha \| Lugar \| Local \| Resultado \| Visitante \| \| ----------- \| -------- \| -------------------- \| --------- \| -------------------- \| \| 18 de marzo \| Santiago \| Universidad de Chile \| 0:0 \| Cobreloa \| \| 18 de marzo \| Lima \| Sporting Cristal \| 2:1 \| Atlético Torino \| \| 24 de marzo \| Lima \| Sporting Cristal \| 3:2 \| Universidad de Chile \| \| 24 de marzo \| Lima \| Atlético Torino \| 1:1 \| Cobreloa \| \| 27 de marzo \| Lima \| Sporting Cristal \| 0:0 \| Cobreloa \| \| 27 de marzo \| Lima \| Atlético Torino \| 1:2 \| Universidad de Chile \| \| 7 de abril \| Calama \| Cobreloa \| 1:0 \| Universidad de Chile \| \| 7 de abril \| Lima \| Atlético Torino \| 1:2 \| Sporting Cristal \| \| 10 de abril \| Calama \| Cobreloa \| 6:1 \| Atlético Torino \| \| 10 de abril \| Santiago \| Universidad de Chile \| 1:1 \| Sporting Cristal \| \| 14 de abril \| Calama \| Cobreloa \| 6:1 \| Sporting Cristal \| \| 14 de abril \| Santiago \| Universidad de Chile \| 3:0 \| Atlético Torino \| |          |                      |           |                      |
| Fecha | Lugar    | Local                | Resultado | Visitante            |
| 18 de marzo | Santiago | Universidad de Chile | 0:0       | Cobreloa             |
| 18 de marzo | Lima     | Sporting Cristal     | 2:1       | Atlético Torino      |
| 24 de marzo | Lima     | Sporting Cristal     | 3:2       | Universidad de Chile |
| 24 de marzo | Lima     | Atlético Torino      | 1:1       | Cobreloa             |
| 27 de marzo | Lima     | Sporting Cristal     | 0:0       | Cobreloa             |
| 27 de marzo | Lima     | Atlético Torino      | 1:2       | Universidad de Chile |
| 7 de abril | Calama   | Cobreloa             | 1:0       | Universidad de Chile |
| 7 de abril | Lima     | Atlético Torino      | 1:2       | Sporting Cristal     |
| 10 de abril | Calama   | Cobreloa             | 6:1       | Atlético Torino      |
| 10 de abril | Santiago | Universidad de Chile | 1:1       | Sporting Cristal     |
| 14 de abril | Calama   | Cobreloa             | 6:1       | Sporting Cristal     |
| 14 de abril | Santiago | Universidad de Chile | 3:0       | Atlético Torino      |

## Segunda fase

### Grupo A
| Equipo            | Pts. | PJ | PG | PE | PP | GF | GC | DG |
| ----------------- | ---- | -- | -- | -- | -- | -- | -- | -- |
| Flamengo          | 8    | 4  | 4  | 0  | 0  | 10 | 2  | 8  |
| Deportivo Cali    | 3    | 4  | 1  | 1  | 2  | 2  | 5  | –3 |
| Jorge Wilstermann | 1    | 4  | 0  | 1  | 3  | 3  | 8  | –5 |

| \| Fecha \| Lugar \| Local \| Resultado \| Visitante \| \| ------------- \| -------------- \| ----------------- \| --------- \| ----------------- \| \| 2 de octubre \| Cali \| Deportivo Cali \| 0:1 \| Flamengo \| \| 13 de octubre \| Cochabamba \| Jorge Wilstermann \| 1:2 \| Flamengo \| \| 16 de octubre \| Cali \| Deportivo Cali \| 1:0 \| Jorge Wilstermann \| \| 23 de octubre \| Río de Janeiro \| Flamengo \| 3:0 \| Deportivo Cali \| \| 27 de octubre \| Cochabamba \| Jorge Wilstermann \| 1:1 \| Deportivo Cali \| \| 30 de octubre \| Río de Janeiro \| Flamengo \| 4:1 \| Jorge Wilstermann \| |                |                   |           |                   |
| Fecha | Lugar          | Local             | Resultado | Visitante         |
| 2 de octubre | Cali           | Deportivo Cali    | 0:1       | Flamengo          |
| 13 de octubre | Cochabamba     | Jorge Wilstermann | 1:2       | Flamengo          |
| 16 de octubre | Cali           | Deportivo Cali    | 1:0       | Jorge Wilstermann |
| 23 de octubre | Río de Janeiro | Flamengo          | 3:0       | Deportivo Cali    |
| 27 de octubre | Cochabamba     | Jorge Wilstermann | 1:1       | Deportivo Cali    |
| 30 de octubre | Río de Janeiro | Flamengo          | 4:1       | Jorge Wilstermann |

### Grupo B
| Equipo   | Pts. | PJ | PG | PE | PP | GF | GC | DG |
| -------- | ---- | -- | -- | -- | -- | -- | -- | -- |
| Cobreloa | 7    | 4  | 3  | 1  | 0  | 9  | 5  | 4  |
| Nacional | 3    | 4  | 0  | 3  | 1  | 5  | 6  | –1 |
| Peñarol  | 2    | 4  | 0  | 2  | 2  | 4  | 7  | –3 |

| \| Fecha \| Lugar \| Local \| Resultado \| Visitante \| \| ---------------- \| ---------- \| -------- \| --------- \| --------- \| \| 30 de septiembre \| Montevideo \| Peñarol \| 1:1 \| Nacional \| \| 8 de octubre \| Montevideo \| Nacional \| 1:2 \| Cobreloa \| \| 13 de octubre \| Montevideo \| Peñarol \| 0:1 \| Cobreloa \| \| 21 de octubre \| Montevideo \| Nacional \| 1:1 \| Peñarol \| \| 28 de octubre \| Calama \| Cobreloa \| 4:2 \| Peñarol \| \| 4 de noviembre \| Calama \| Cobreloa \| 2:2 \| Nacional \| |            |          |           |           |
| Fecha | Lugar      | Local    | Resultado | Visitante |
| 30 de septiembre | Montevideo | Peñarol  | 1:1       | Nacional  |
| 8 de octubre | Montevideo | Nacional | 1:2       | Cobreloa  |
| 13 de octubre | Montevideo | Peñarol  | 0:1       | Cobreloa  |
| 21 de octubre | Montevideo | Nacional | 1:1       | Peñarol   |
| 28 de octubre | Calama     | Cobreloa | 4:2       | Peñarol   |
| 4 de noviembre | Calama     | Cobreloa | 2:2       | Nacional  |

## Final
| Ida; 13 de noviembre de 1981 | Flamengo             | 2:1 (2:0) | Cobreloa           | Estadio de Maracaná, Río de Janeiro                         |                                                             |
|                              | Zico 12', 31' (pen.) |           | Merello 65' (pen.) | Asistencia: 93 985 espectadores Árbitro(s): Carlos Espósito | Asistencia: 93 985 espectadores Árbitro(s): Carlos Espósito |

| Vuelta; 20 de noviembre de 1981 | Cobreloa    | 1:0 (0:0) | Flamengo | Estadio Nacional, Santiago                                |                                                           |
|                                 | Merello 79' |           |          | Asistencia: 59 901 espectadores Árbitro(s): Ramón Barreto | Asistencia: 59 901 espectadores Árbitro(s): Ramón Barreto |

| Desempate; 23 de noviembre de 1981 | Flamengo      | 2:0 (1:0) | Cobreloa | Estadio Centenario, Montevideo                            |                                                           |
|                                    | Zico 18', 79' |           |          | Asistencia: 30 200 espectadores Árbitro(s): Roque Cerullo | Asistencia: 30 200 espectadores Árbitro(s): Roque Cerullo |

|                              |
|                              |
| Campeón Flamengo 1.er título |

## Estadísticas

### Goleadores
| Jugador            | Club                  | Goles |
| ------------------ | --------------------- | ----- |
| Zico               | Flamengo              | 11    |
| Víctor Merello     | Cobreloa              | 6     |
| Nunes              | Flamengo              | 6     |
| Gastón Taborga     | Jorge Wilstermann     | 6     |
| Pablo Alonso       | Bella Vista           | 5     |
| Amaro Nadal        | Bella Vista           | 5     |
| Julio César Uribe  | Sporting Cristal      | 5     |
| Fabián Burbano     | Técnico Universitario | 4     |
| Jairzinho          | Jorge Wilstermann     | 4     |
| Víctor Marchetti   | Rosario Central       | 4     |
| Rubén Paz          | Peñarol               | 4     |
| Jorge Luis Siviero | Cobreloa              | 4     |
| Ernesto Vargas     | Peñarol               | 4     |